# Konflikt graniczny między Libią i Egiptem
Konflikt graniczny między Libią i Egiptem – konflikt graniczny pomiędzy Libią a Egiptem trwający w lipcu 1977 roku.
21 lipca 1977 roku doszło do pierwszych walk pomiędzy wojskami na granicy obu państw, drogą lądową i powietrzną. 24 lipca walczące strony, po mediacjach prezydenta Algierii Huariego Bumediena, zgodziły się na zawieszenie broni.

## Tło
Stosunki między Libią a Egiptem pogarszały się od zakończenia wojny Jom Kipur w październiku 1973 roku ze względu na sprzeciw Libii wobec pokojowej polityki Anwara as-Sadata. Istnieją dowody, że Egipt rozważał wojnę przeciwko Libii już w 1974 roku. 28 lutego 1974 roku podczas wizyty Henry’ego Kissingera w Egipcie prezydent Anwar as-Sadat powiedział mu o takim zamiarze i zażądał nacisku wobec rządu Izraela, aby ten nie atakował Egiptu, gdy siły zbrojne będą zaangażowane w wojnę z Libią. Ponadto rząd egipski zerwał swoje stosunki wojskowe ze Związkiem Radzieckim, natomiast libijski utrzymał współpracę. Rząd Egiptu udzielił również pomocy i pozwolił na pobyt w kraju byłym członkom Rady Dowództwa Rewolucji Libijskiej – majorowi Abd al-Munimowi al-Huniemu oraz Umarowi al-Muhajsziemu, którzy w 1975 roku próbowali obalić Mu’ammara al-Kaddafiego. W 1976 roku rząd Egiptu stwierdził, że odkrył libijski spisek mający na celu obalenie rządu w Kairze. 26 stycznia 1976 roku wiceprezydent Egiptu Husni Mubarak rozmawiał z ambasadorem Stanów Zjednoczonych w Egipcie Hermannem Eiltsem na temat wykorzystania wewnętrznych problemów Libii przeciwko niej. 22 lipca 1976 roku rząd Libii oficjalnie zagroził zerwaniem stosunków dyplomatycznych z Egiptem, jeśli ten będzie kontynuował działania wywrotowe. 8 sierpnia doszło do wybuchu w łazience biura rządowego przy placu Tahrir, w którym zostało rannych 14 osób, a egipski rząd i media uznały, że zamach przeprowadzili libijscy agenci. Aresztowano dwóch obywateli Egiptu, których podejrzewano o przeszkolenie przez libijski wywiad w celu przeprowadzenia zamachu. 23 sierpnia został uprowadzony egipski samolot pasażerski. Porywaczami miały być osoby pracujące dla libijskiego wywiadu. Podejrzani zostali schwytani przez władze Egiptu podczas operacji wojskowej, która zakończyła się bez ofiar. W odwecie za oskarżenia przez rząd egipski za współudział w porwaniu, libijski rząd nakazał zamknięcie egipskiego konsulatu w Bengazi.
Libijski rząd twierdził, że odkrył egipską sieć szpiegowską w Libii. Amerykańskie kręgi dyplomatyczne odebrały to jako sygnał, że Libia planuje rozpocząć wojnę z Egiptem, a jeden dyplomata powiedział:

LARG [Libyan Arab Republic Government] anticipates military attack from Egypt, which it hopes to exploit and cause overthrow of Sadat.

Rząd Libijskiej Republiki Arabskiej przewiduje atak wojskowy z Egiptu, który ma nadzieję wykorzystać i spowodować obalenie Sadata.

W 1976 roku rząd egipski rozpoczął koncentrację wojska na granicy z Libią. Cieszyło się to poparciem rządu Stanów Zjednoczonych, który negatywnie patrzył na Libię, a „Waszyngton” obiecał, że nie wykona działań dyplomatycznych w stosunkach amerykańsko-libijskich bez konsultacji z Kairem. Eksperci ze Stanów Zjednoczonych i Wielkiej Brytanii oceniali, że as-Sadat planował atak na Libię, by obalić al-Kaddafiego.
Napięcia między dwoma krajami wzrosły w kwietniu i maju 1977 roku, gdy demonstranci zaatakowali obie ambasady. W czerwcu 1977 roku Mu’ammar al-Kaddafi nakazał 225 000 Egipcjanom, pracującym i mieszkającym w Libii, opuścić kraj do 1 lipca pod groźbą aresztowania.

## Konflikt
W czerwcu 1977 roku tysiące libijskich protestujących rozpoczęło „marsz na Kair”, kierując się w stronę egipskiej granicy. Libijczycy chcieli w ten sposób wyrazić sprzeciw wobec zawarcia traktatu pokojowego z Izraelem. 20 lipca marsz został zatrzymany przez egipskich strażników granicznych. Libijska artyleria zaatakowała miejscowość As-Sallum. W połowie lipca Mosad dostarczył egipskiemu rządowi informacje na temat planowanego przez Libię zamachu na as-Sadata. 21 lipca Libijskie Siły Powietrzne przeprowadziły kolejny nalot na As-Sallum, wykorzystując do tego celu kilka samolotów Dassault Mirage 5.
Gdy Anwar as-Sadat dowiedział się o zbliżających się czołgach, nakazał wysłać trzy dywizje na granicę z Libią. Szybko odparły one atak libijskich brygad, niszcząc większość ich sprzętu. Egipskie Siły Powietrzne wraz z egipską armią lądową przekroczyły granicę i zajęły kilka strategicznych, przygranicznych miast. Podczas konfliktu Egipskie Siły Powietrzne zbombardowały większość miast i baz wojskowych w okolicy.
Inne kraje arabskie poprosiły as-Sadata, aby nie rozpoczynał inwazji na Libię (która była planowana na 26 lipca). As-Sadat podpisał zawieszenie broni z Libią. Następnie armia Egiptu wycofała się z terenów okupowanych.

## Rozejm
Mediacje, w których wzięły udział władze Algierii i przywódca Organizacji Wyzwolenia Palestyny, Jasir Arafat, doprowadziły do zakończenia konfliktu. 24 lipca 1977 roku As-Sadat nakazał zaprzestać ataków na Libię. Mimo iż walki zostały wstrzymane, stosunki pomiędzy obydwoma krajami uległy pogorszeniu. Konserwatywne państwa arabskie miały sympatię do as-Sadata, natomiast lewicowe i prosowieckie – do al-Kaddafiego.

Redakcja „The New York Times” podsumowała amerykańską perspektywę wojny cytując Palestyńczyków: 

If the Arabs haven’t got Israel to fight, they will be fighting each other.
Jeśli Arabowie nie walczyliby z Izraelem, walczyliby ze sobą.

W sierpniu 1977 roku doszło do wymiany jeńców wojennych pomiędzy obydwoma państwami. Po czterech dniach walki, po stronie libijskiej zginęło lub zostało rannych 400 osób, natomiast po stronie egipskiej śmierć poniosło 100 osób.